# Simone Olivier Wormser
Simone Olivier Wormser, née Simone Victoire Colomb le 10 novembre 1918 à Paris où elle est morte le 13 août 2015, est une écrivaine française.

## Œuvres
- Tableaux espagnols à Paris au XIXe siècle, 1955
- Deux années à Moscou, 1985

Prix Anaïs-Ségalas de l’Académie française en 1987